# 肖恩·麥克唐納德
肖恩·麥克唐納德（英語：Shaun MacDonald；1988年6月17日—）是一位威爾士足球運動員。在場上的位置是攻擊型中場。現效力於英甲球隊洛達咸。他也代表威爾士U19和U21國家隊參賽。

## 外部連結
- 足球数据库：肖恩·麥克唐納德的球员统计数据